# Cataratas Athabasca
Cataratas Athabasca são cachoeiras localizadas no Parque Nacional Jasper, acima do rio homônimo, cerca de trinta quilômetros ao sul da cidade de Jasper, província de Alberta, Canadá, e a oeste da Icefields Parkway.

## Galeria

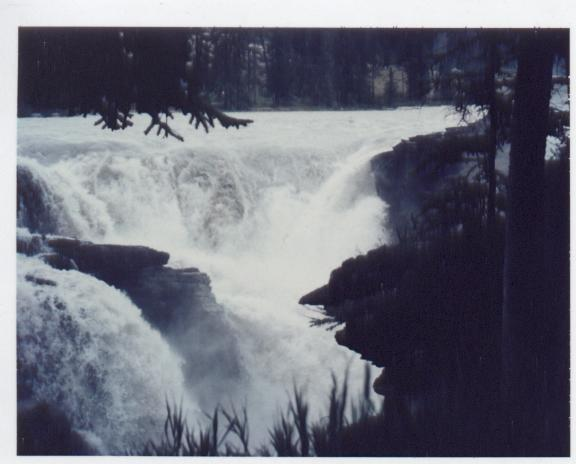
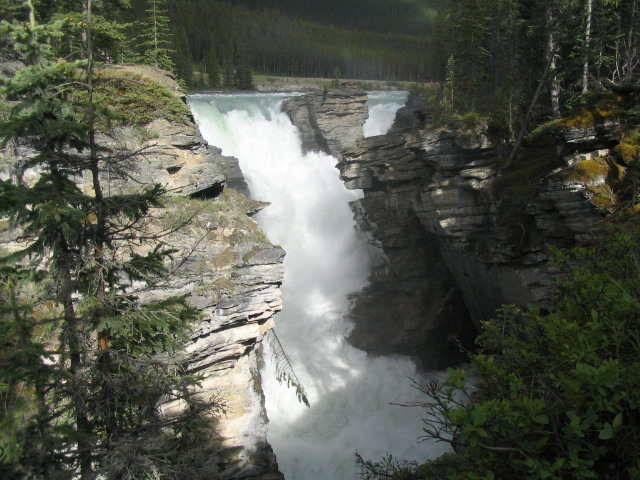
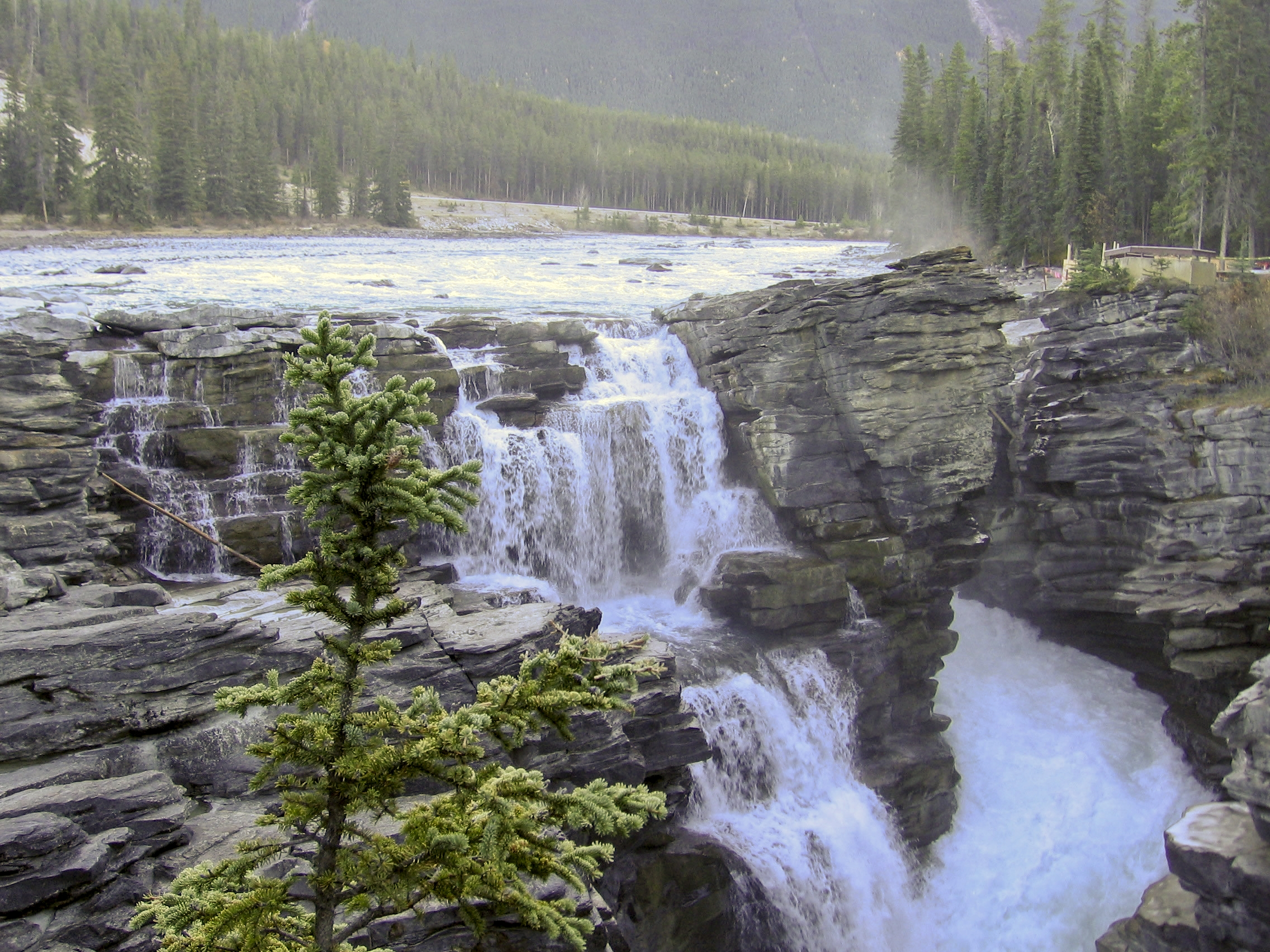
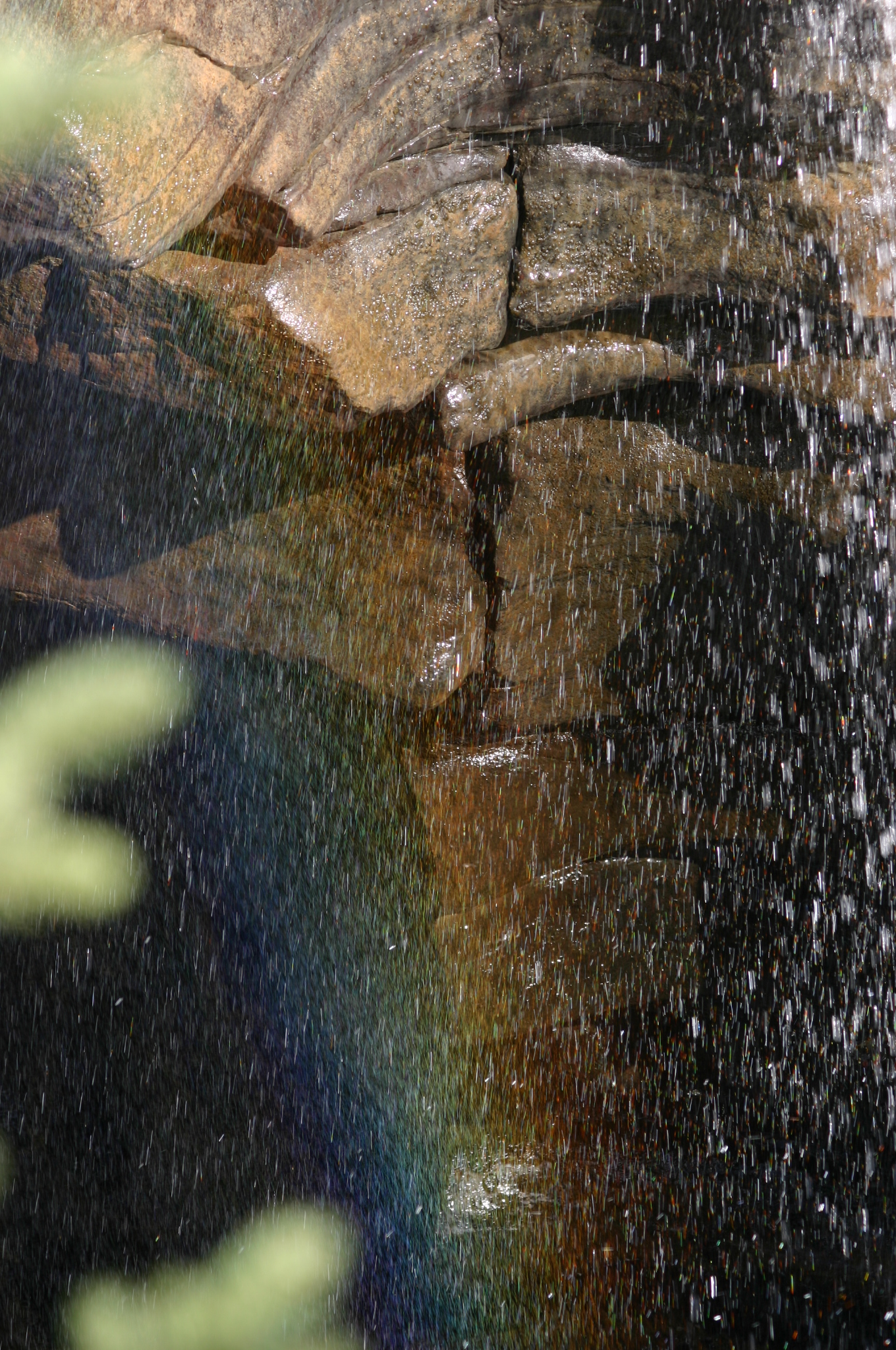
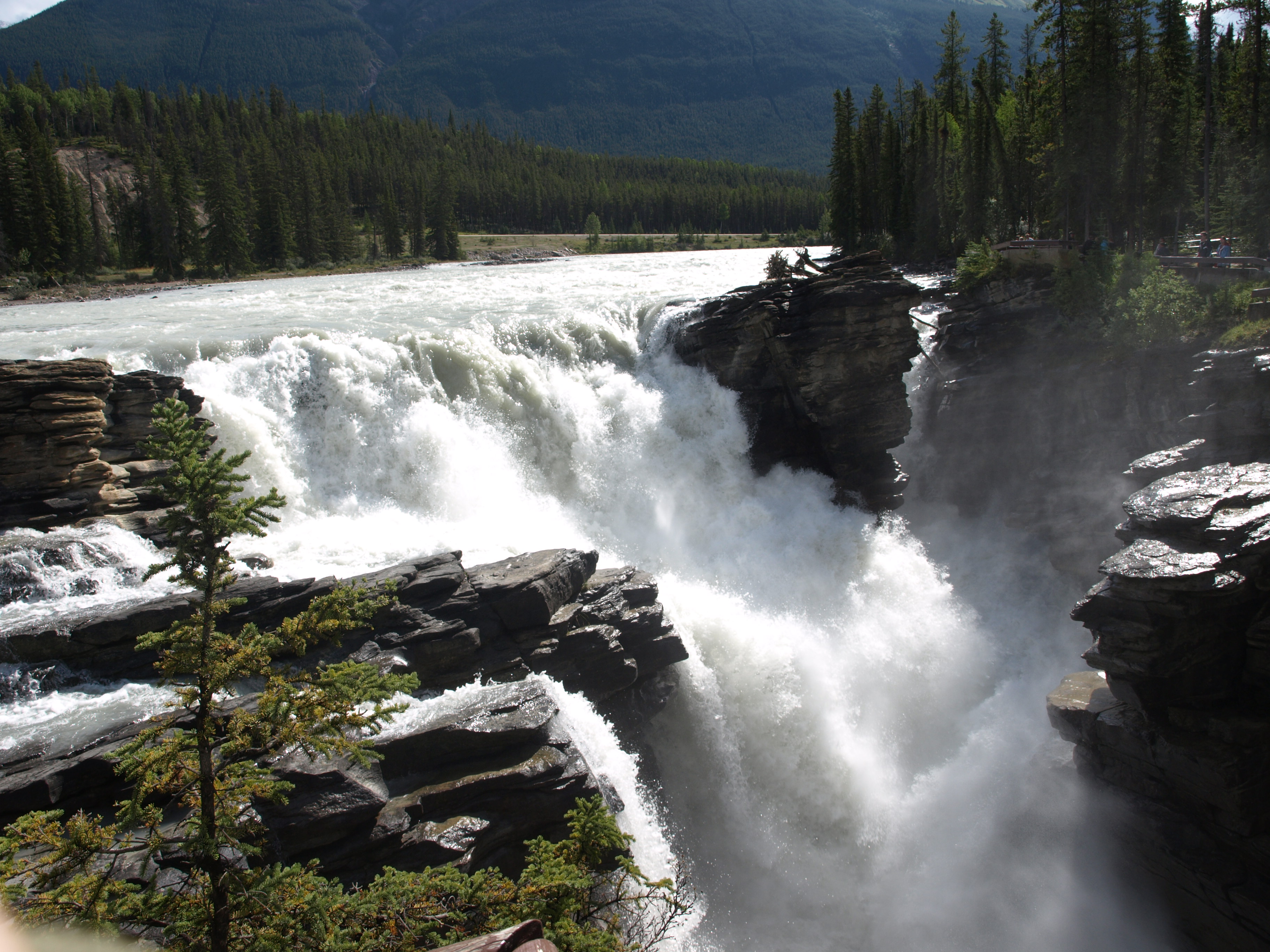
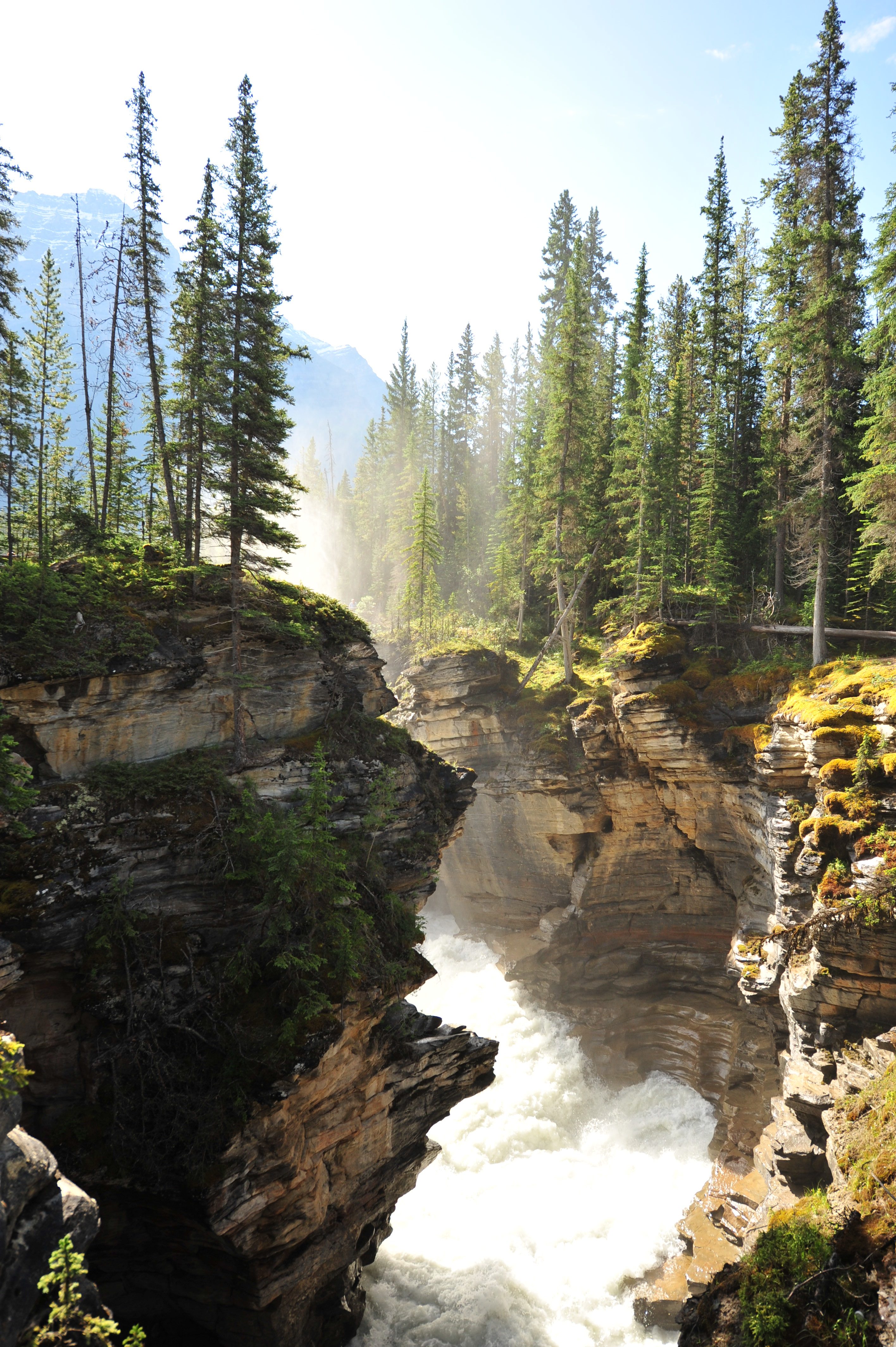